# Duffy (Familienname)
Duffy ist ein englischer Familienname.

## Namensträger
- Adam Duffy (* 1989), englischer Snookerspieler
- Aimee Anne Duffy (* 1984), walisische Popsängerin, bekannt als Duffy
- Al Duffy (1906–2006), US-amerikanischer Jazzgeiger
- Ayden Duffy (* 1986), englischer Fußballspieler
- Billy Duffy (* 1961), britischer Gitarrist von The Cult
- Bobby Duffy (1925–1992), irischer Fußballspieler
- Brian Duffy (* 1953), US-amerikanischer Testpilot und Astronaut
- Brian Duffy (Fotograf) (1933–2010), britischer Fotograf und Filmproduzent
- Carol Ann Duffy (* 1955), schottische Lyrikerin und Dramatikerin
- Charles Gavan Duffy (1816–1903), 8. Premierminister von Victoria (Australien)
- Chris Duffy (Fußballspieler, 1884) (1884–1971), englischer Fußballspieler
- Chris Duffy (Fußballspieler, 1918) (1918–1978), schottischer Fußballspieler
- Chris Duffy (Fußballspieler, 1973) (* 1973), englischer Fußballspieler
- Christian Duffy (* 1961), US-amerikanischer Bodybuilder
- Christopher Duffy (1936–2022), britischer Historiker
- Claudia Buthenhoff-Duffy (* 1959), deutsche Filmregisseurin, -produzentin, Drehbuchautorin und Politikerin (Tierschutzpartei)
- Colin Duffy (IRA-Mitglied) (* 1967), IRA-Mitglied und nordirischer Dissident
- Colin Duffy (Kletterer) (* 2003), US-amerikanischer Sportkletterer
- Darryl Duffy (* 1984), schottischer Fußballspieler
- Dorothy Duffy (* 19**), nordirische Schauspielerin
- Eamon Duffy (* 1947), irischer Kirchenhistoriker und Hochschullehrer
- Eddie Duffy (* 1969), schottischer Bassist
- F. Ryan Duffy (1888–1979), US-amerikanischer Politiker
- Flora Duffy (* 1987), Triathletin aus Bermuda
- Francis Duffy (* 1958), irischer Geistlicher, Erzbischof von Tuam
- Francis Clyde Duffy (1890–1977), US-amerikanischer Politiker
- Francis Noel Duffy (* 1971), irischer Politiker und Architekt
- Gavin Duffy (* 1981), irischer Rugby-Union-Spieler
- George Gavan Duffy (1882–1951), irischer Rechtswissenschaftler, Politiker und Präsident des High Court
- Gerald Duffy (1896–1928), US-amerikanischer Journalist, Autor und Drehbuchautor
- Herbert S. Duffy (1900–1956), US-amerikanischer Jurist und Politiker
- Hugh Duffy (1866–1954), US-amerikanischer Baseballspieler und -manager
- James Duffy (1890–1915), kanadischer Leichtathlet, Olympiateilnehmer und Sieger des Boston-Marathon
- James Albert Duffy (1873–1968), Bischof von Grand Island
- James P. B. Duffy (1878–1969), US-amerikanischer Politiker
- Jim Duffy (* 1959), schottischer Fußballspieler und -trainer
- Jo Duffy (* 1954), US-amerikanische Comicautorin und Redakteurin
- John Duffy (Fußballspieler) (1905–1984), US-amerikanischer Fußballspieler
- John Duffy (Rugbyspieler) (* 1980), englischer Rugby-League-Spieler
- John Aloysius Duffy (1884–1944), Bischof von Buffalo
- John M. Duffy (* 1943), irischer Klassischer Philologe und Byzantinist
- Joseph Duffy (* 1934), irischer römisch-katholischer Bischof
- Julia Duffy (* 1951), US-amerikanische Schauspielerin
- Keith Duffy (* 1974), irischer Musiker und Schauspieler
- Kevin Duffy (1933–2020), US-amerikanischer Jurist
- Killian Duffy, irischer Rallyefahrer
- Lawrence Duffy (* 1951), irischer Geistlicher, Bischof von Clogher
- Lee Duffy (* 1982), englischer Fußballspieler
- Mark Duffy (* 1986), englischer Fußballspieler
- Marlene Duffy (* 1979), US-amerikanische Fußballschiedsrichterassistentin
- Martin Duffy (Filmemacher) (* 1952), irischer Filmregisseur, Drehbuchautor, Filmeditor und Schriftsteller
- Martin Duffy (Musiker) (1967–2022), britischer Keyboarder
- Michael Duffy (Politiker) (* 1938), australischer Politiker
- Michael Duffy (Snookerspieler), nordirischer Snookerspieler
- Michael Duffy (Fußballspieler) (* 1994), nordirischer Fußballspieler
- Michael Duffy (Reiter) (* 1994), irischer Springreiter
- Michael G. Duffy (* 1996), irischer Springreiter
- Neil Duffy (* 1967), schottischer Fußballspieler
- Paddy Duffy (1864–1890), US-amerikanischer Boxer
- Patrick Duffy (* 1949), US-amerikanischer Fernsehschauspieler
- Patrick Duffy (Shorttracker) (* 1991), kanadischer Shorttracker
- Paul Francis Duffy OMI (1932–2011), US-amerikanischer Ordensgeistlicher und römisch-katholischer Bischof von Mongu
- Richard Duffy (* 1985), walisischer Fußballspieler
- Robert Duffy (* 1982), walisischer Fußballspieler
- Sean Duffy (* 1971), US-amerikanischer Politiker (Republikanische Partei)
- Shane Duffy (* 1992), irischer Fußballspieler
- Stella Duffy (* 1963), britische Schriftstellerin
- Stephen Duffy (* 1960), britischer Sänger und Songwriter
- Thomas F. Duffy (* 1955), US-amerikanischer Schauspieler
- Troy Duffy (* 1971), US-amerikanischer Schauspieler und Musiker
- U. P. Duffy (1881–1956), deutschamerikanischer Politiker, siehe Alfred Wagenknecht
- Wallace Duffy (* 1999), schottischer Fußballspieler